# Methylphenanthrenindex
Der Methylphenanthrenindex erlaubt Aussagen über die Reife von Erdöl. Er errechnet sich nach der Formel
{\displaystyle MPI1=1,5*{\frac {(2MP+3MP)}{(P+1MP+9MP)}}}
wobei X-MP für die Methylsubstitution am Phenanthren steht und P für das nicht substituierte Phenanthren.
Der MPI 1 Wert nimmt bis zum Ende des Ölfensters zu, um dann abzunehmen. Maximal ist der Wert bei einer Vitrinitreflexion von ca. 1,4.
Die Isomere 1MP und 9MP sind weniger stabil in der Lithosphäre und werden zu 2 und 3 MP umgewandelt.